# Ida Erikson
Ida Ericson (1853-1927) fue una escultora sueca. Residió en París donde formó parte de una activa comunidad escandinava, integrada por artistas (Molard, Strindberg, Delius)
Casada con el  músico William Molard (1862-1936). Ida Ericson fue madre de Judith Gerard. Ambas residieron en el número 6 de la calle Vercingetórix, en la zona sur de Montparnasse de París.
En enero de 1894 el artista Paul Gauguin instaló su estudio de artista en el piso de arriba de la familia Molard-Ericson.  Judith la hija de Ida, de 13 años, se enamoró de Gauguin. Éste se sentía orgulloso de ser adulado, pero las costumbres no eran las mismas en París que en Tahití y pesaba el discurso colonialista de tono racial en el que la fantasía de permisividad sexual sólo era posible con otras razas.
Gauguin pintó el retrato de William Molard, pareja de Ida Ericson, en el reverso de su Autorretrato con sombrero. El retrato pasó a manos de la hijastra del retratado y actualmente se puede ver en el Museo de Orsay.